# Wilhelm Christian Hochstetter
Wilhelm Christian Hochstetter (* 4. März 1825 in Esslingen am Neckar; † 23. September 1881 in Stuttgart) war ein deutscher Botaniker und Universitätsgärtner und Inspektor des Botanischen Gartens in Tübingen. Sein offizielles botanisches Autorenkürzel lautet „W.Hochst.“ 

## Leben und Wirken
Er war der Sohn von Christian Ferdinand Friedrich Hochstetter. Von ihm stammen Bücher über Nadelhölzer und er veröffentlichte über die Amazonas-Riesenseerose (Victoria regia), deren Vermehrung ihm in Tübingen gelang. Er führte mit Henkel die Familie Araukariengewächse ein.

## Schriften
- Die Coniferen oder Nadelhölzer, welche in Mittel-Europa winterhart sind: für Landschaftsgärtner, Gartenfreunde, Forstbeamte. Stuttgart 1882.
- mit Johann Baptist Henkel: Synopsis der Nadelhölzer. Cotta, Stuttgart 1865.
- Wegweiser durch den botanischen Garten der Kön. Universität Tübingen. E. Riecker, Tübingen 1860.
- Kritisches Verzeichnis des Coniferen-Herbarium’s. Laupp, Tübingen 1869.
- Die Victoria Regia, Ihre Geschichte, Natur, Benennung und Cultur. Guttenberg, Tübingen 1852.